# Zijpe
Zijpe és un poble i antic municipi de la província d'Holanda del Nord, al centre-oest dels Països Baixos, fins que s'integrà al municipi de Schagen juntament amb Schagen i Harenkarspel. L'1 de gener de 2009 tenia 11.538 habitants repartits per una superfície de 113,35 km² (dels quals 18,31 km² corresponen a aigua). Limita al nord amb Den Helder i Anna Paulowna, a l'est amb Schagen i al sud amb Bergen i Harenkarspel.

## Centres de població
Burgerbrug, Burgervlotbrug, Callantsoog, Groote Keeten, Oudesluis, Petten, Schagerbrug, Sint Maartensbrug, Sint Maartensvlotbrug, 't Zand.

## Ajuntament
El consistori està format per 15 regidors:
- BKV, 5 regidors
- CDA 5 regidors
- PvdA 3 regidors
- VVD 2 regidors